# Anthonomus
Anthonomus is een geslacht van kevers uit de  familie van de snuitkevers (Curculionidae).

## Soorten (selectie)
- Anthonomus eugenii Cano, 1894 (Paprikasnuitkever)
- Anthonomus bisignifer (Schenkling, 1934)
- Anthonomus grandis Boheman, 1843 (Katoensnuitkever)
- Anthonomus pedicularius (Linnaeus, 1758) (Meidoornbloesemkever
- Anthonomus rectirostris (Linnaeus, 1758) (Kersenpitkever)
- Anthonomus rubi (Herbst, 1795) (Aardbeibloesemkever)
- Anthonomus signatus Say, 1831